# Ditangifibula dikaryotae
Ditangifibula dikaryotae är en svampart som beskrevs av G.C. Adams 1996. Ditangifibula dikaryotae ingår i släktet Ditangifibula, divisionen sporsäcksvampar och riket svampar.   Inga underarter finns listade i Catalogue of Life.